# Charles de Foucauld
Svatý Charles Eugène de Foucauld (15. září 1858 Štrasburk – 1. prosince 1916 Tamanrasset) byl francouzský důstojník, průzkumník, geograf a katolický kněz a mnich žijící poustevnickým způsobem života mezi Tuaregy na Sahaře v Alžíru. V roce 1916 byl zavražděn před svojí poustevnou.
Byl členem řádu trapistů, později nově založené kongregace Malých bratří Ježíšových (latinsky Institutum Parvolorum Fratrum Iesu).

## Život
Charles de Foucauld pocházel ze štrasburské aristokratické rodiny. V šesti letech mu zemřeli oba rodiče a on se se svou sestrou Marií přestěhoval k dědečkovi do Nancy. Byl poslán na jezuitskou internátní školu v Paříži. Přísné prostředí se mu protivilo a začal se stavět do opozice. V 17 letech se prohlásil za agnostika.
Charles de Foucauld v 18 letech odešel na vojenskou akademii Saint-Cyr. V říjnu 1880 byl poslán do Alžírska. Tam jej poprvé oslovil život Arabů. 28. ledna 1882 s ním armáda rozvázala pracovní poměr, svůj podíl na tom měla neposlušnost vůči nadřízeným i milostné aféry. Naučil se arabsky a vydal na expedici po Alžírsku. Během cesty zakreslil 20 map a 135 skic. Zápisky vydal knižně. V té době začal vážně uvažovat o víře. Modlil se: „Bože, jestli existuješ, dej se mi poznat!“ K obrácení mu pomohla zpověď u kněze Heriho Huvelina. 

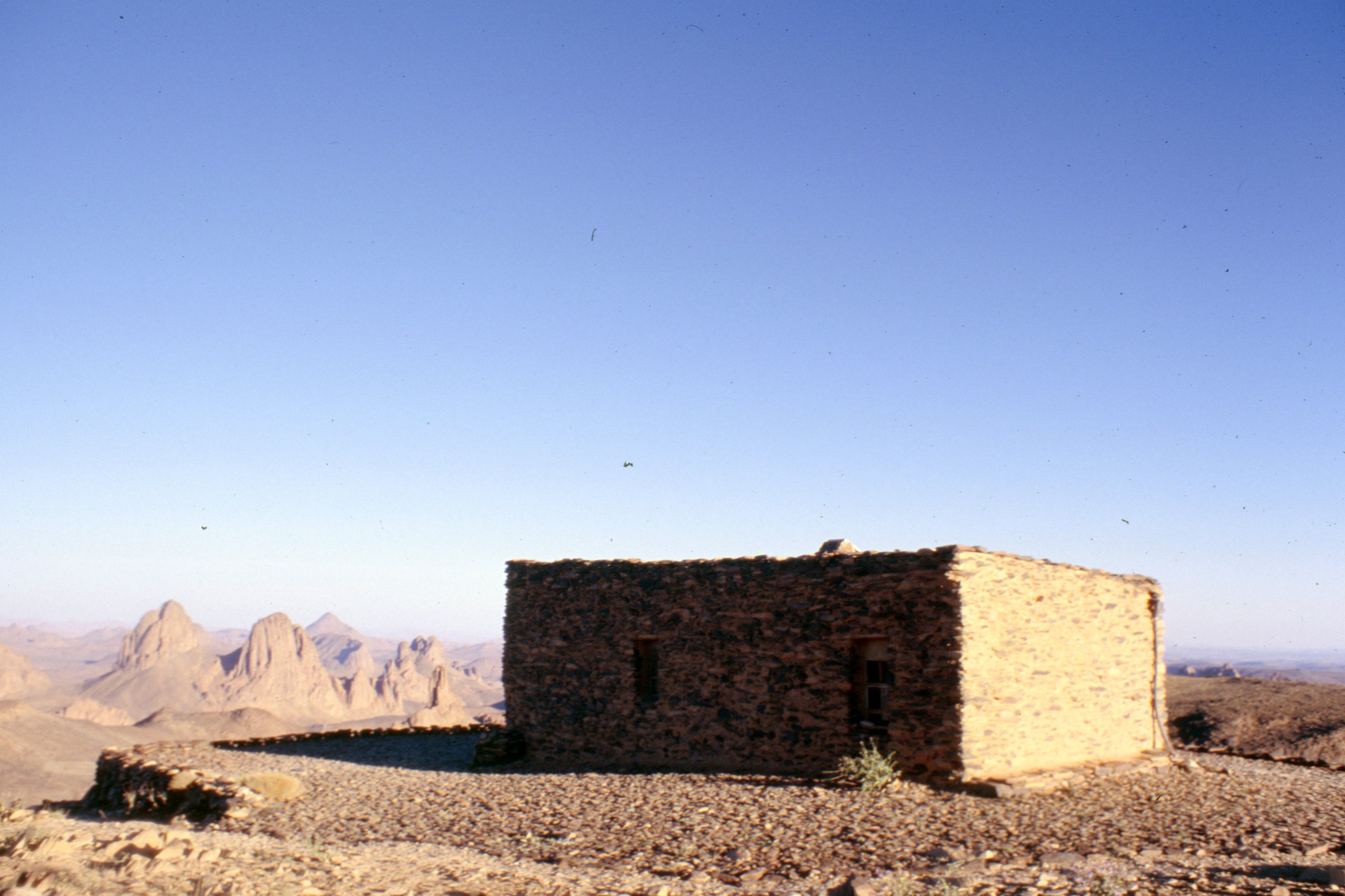
Foucauldova poustevna na vrcholové plošině Assekremu v pohoří Ahaggar v jižní oblasti Sahary

Roku 1890 se stal členem trapistického řádu ve Francii a později v Akbezu na syrsko-turecké hranici. V roce 1897 však řád opustil a odešel do Nazaretu. Začal vést osamocený život modlitby poblíž kláštera chudých sester sv. Kláry. O 4 roky později byl vysvěcen na kněze ve Viviers a vrátil se na území francouzského Alžírska, kde na Sahaře žil poustevnickým životem. Usadil se v Béni Abbès u marockých hranic a v druhé polovině roku 1911 si na výšinách Assekrem v pohoří Ahaggar vybudoval malou eremitáž "adorace a pohostinnosti".
Do oblasti Tamanrassetu přesídlil, aby mohl žít mezi Tuaregy, naučil se jejich jazyk a začal pracovat na sepsání gramatiky a slovníku. Sestavil první tamašsko (tuarežsko)-francouzský slovník a publikoval jej pod pseudonymem. Toto dílo se díky četným příkladům z praxe stalo velmi důležitým pro berberology.
Foucauld se rozhodl založit řeholní kongregaci Malých bratrů Ježíšových. Dne 1. prosince 1916 byl Charles de Foucauld zabit nájezdnými lupiči před dveřmi své poustevny. Tuaregové pohřbili de Foucaulda podle jeho poslední vůle poblíž vchodu do poustevny.
V roce 1929 však byly ostatky Charlese de Foucaulda převezeny do oázy El Goléa, pozdější El Menia v provincii Ghardája a pohřbeny na malém křesťanském hřbitově sv. Josefa.

## Ukázky ilustrací ve Foucauldově slovníku

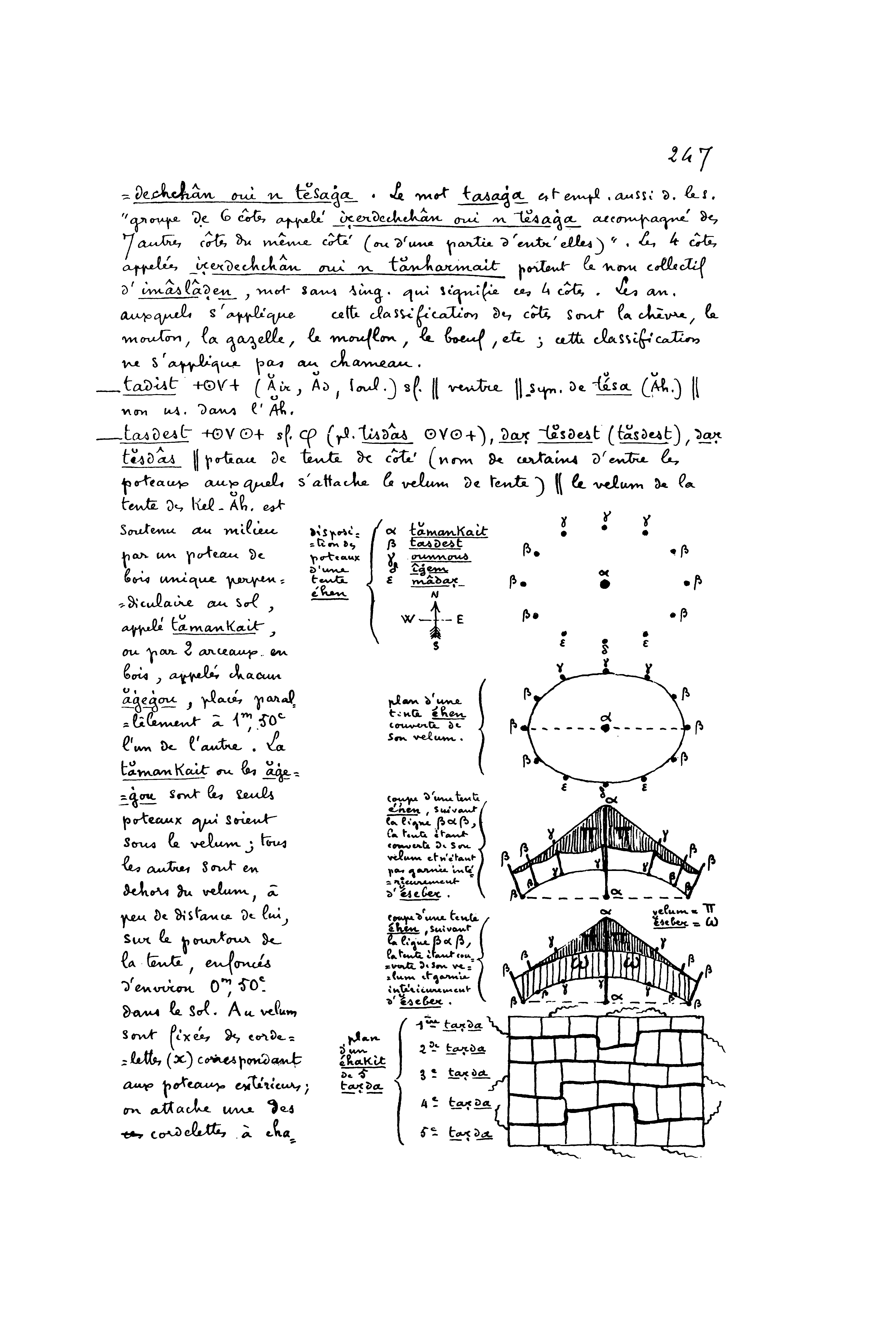
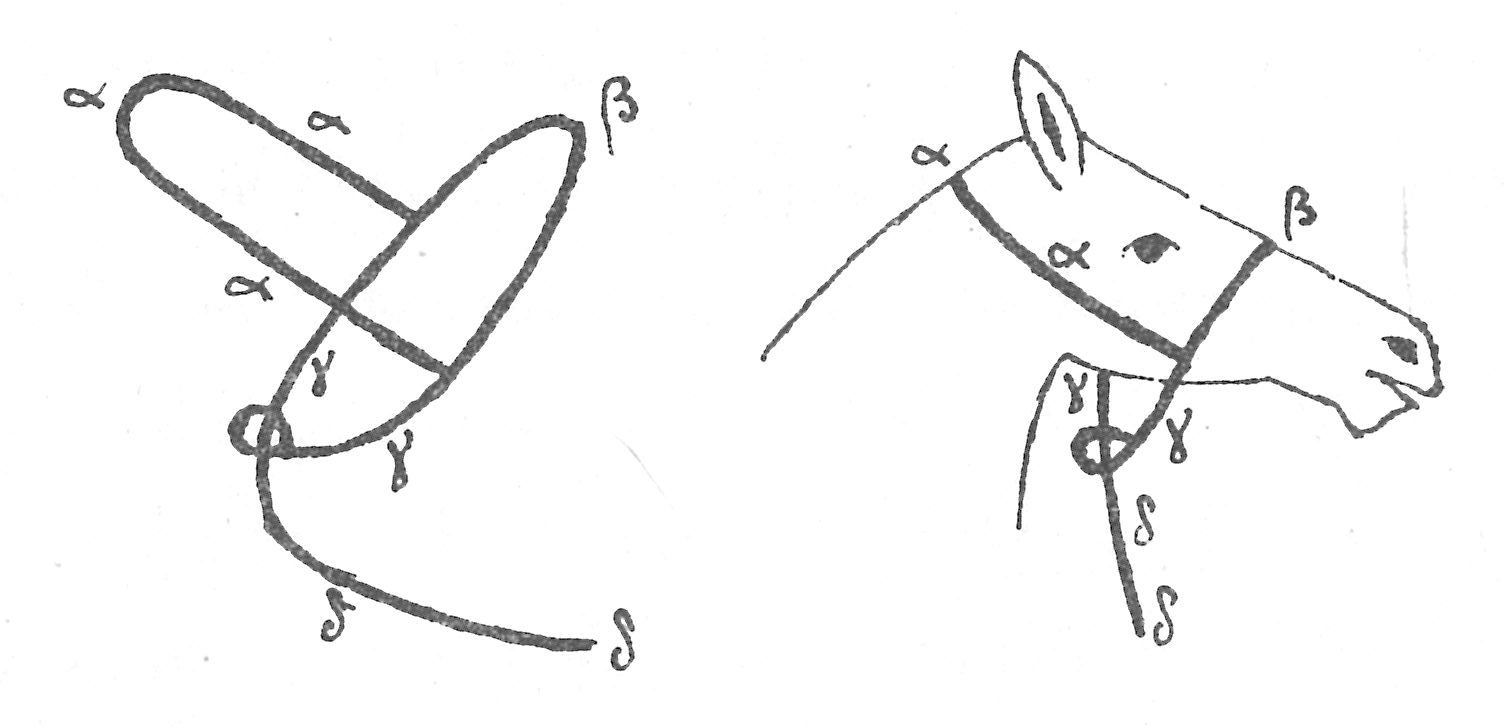
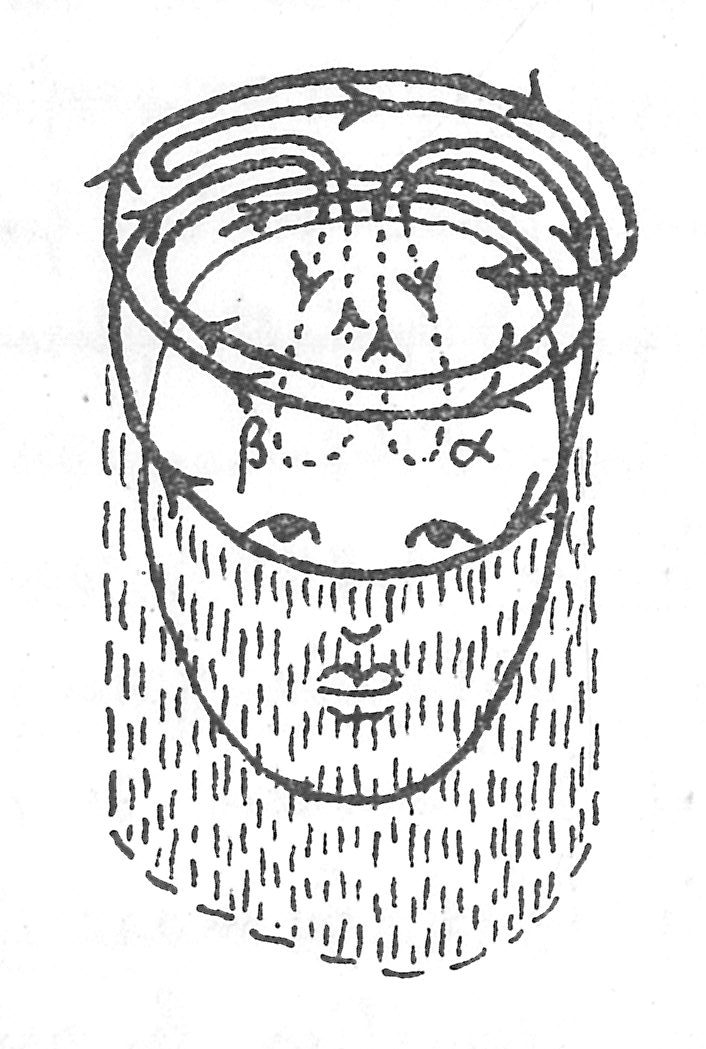
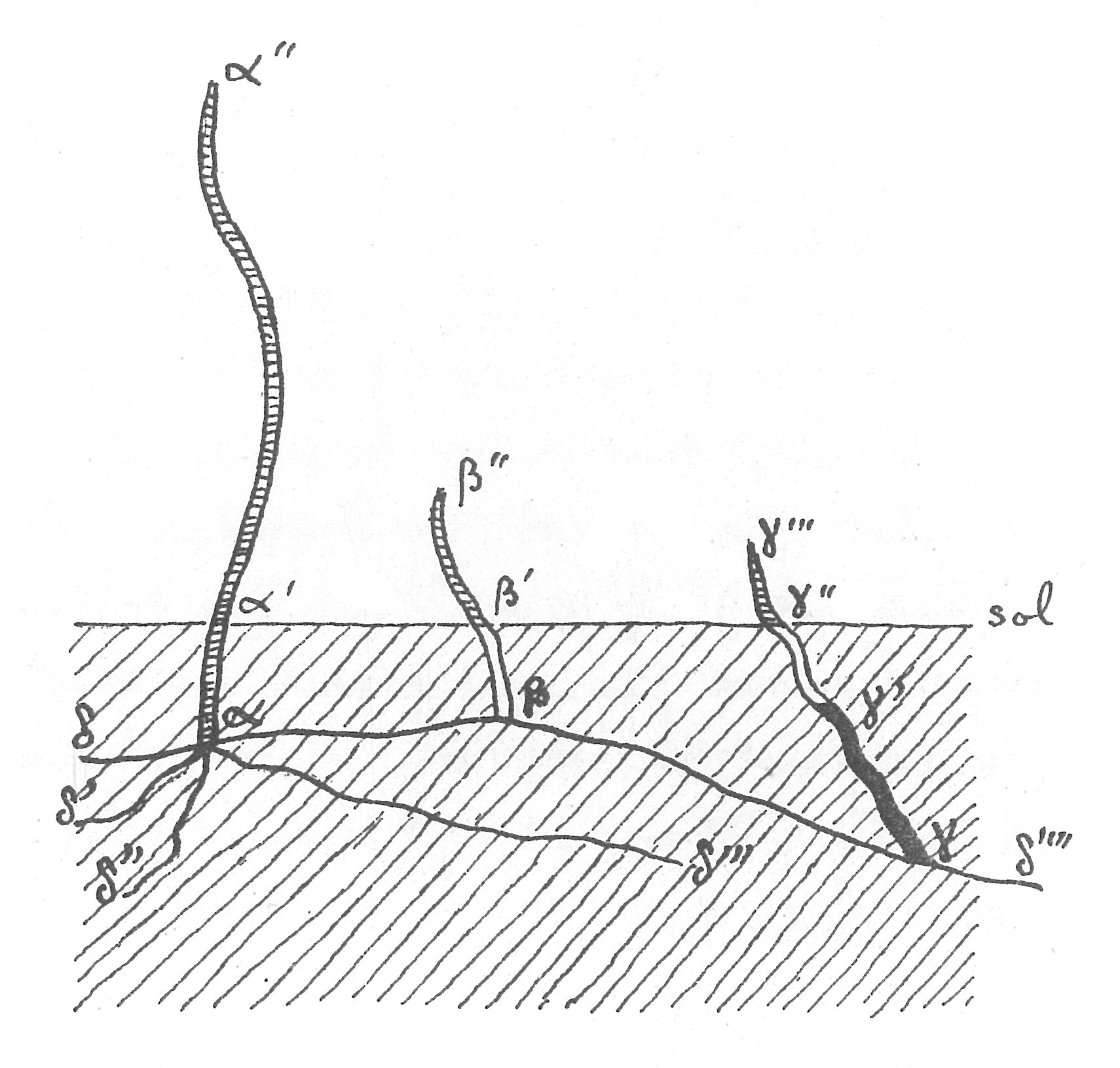
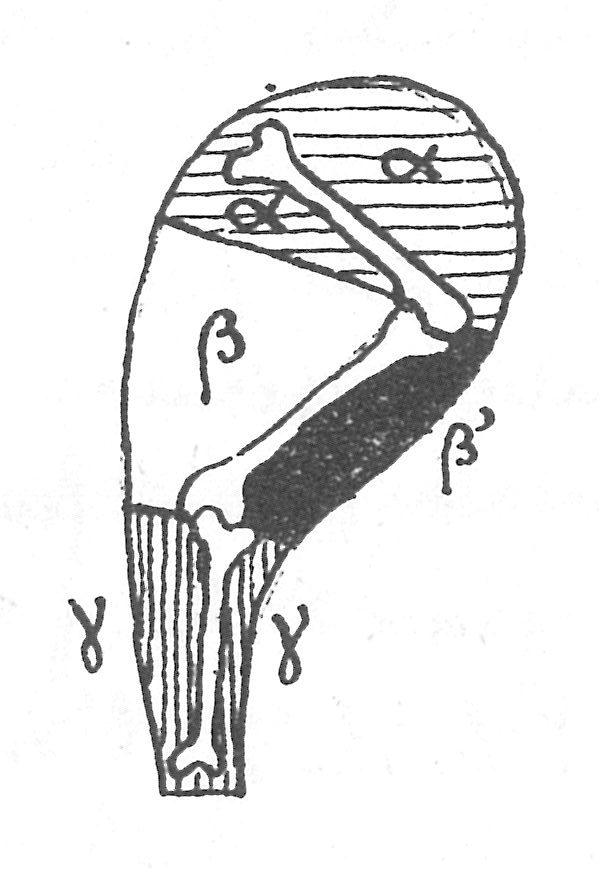